# Jichisu de Jos
Jichișu de Jos là một xã thuộc hạt Cluj, România. Dân số thời điểm năm 2002 là 1324 người.